# Вікторія Маргарита Прусська
Вікторія Маргарита Прусська (нім. Viktoria Margarete von Preußen), повне ім'я Вікторія Маргарита Єлизавета Марія Адельгейда Ульріка Прусська (нім. Viktoria Margarete Elisabeth Marie Adelheid Ulrike von Preußen), 17 квітня 1890 — 9 вересня 1923) — прусська принцеса з династії Гогенцоллернів, донька принца Пруссії Фрідріха Леопольда та Луїзи Софії Шлезвіг-Гольштейн-Зондербург-Августенборзької, дружина князя Ройсс-Кестрицького Генріха XXXIII.

## Життєпис
Вікторія Маргарита народилась у п'ятницю 17 квітня 1890 року в місті Потсдам. Вона була первістком в родині прусського принца Фрідріха Леопольда та його дружини Луїзи Софії. Невдовзі у дівчинки з'явилися троє молодших братів: Фрідріх Сіґізмунд, Фрідріх Карл та Фрідріх Леопольд. Батько був вояком, під час Російсько-японської війни працював консультантом у штабі російської армії. Резиденцією родини був мисливський замок Ґлініке.

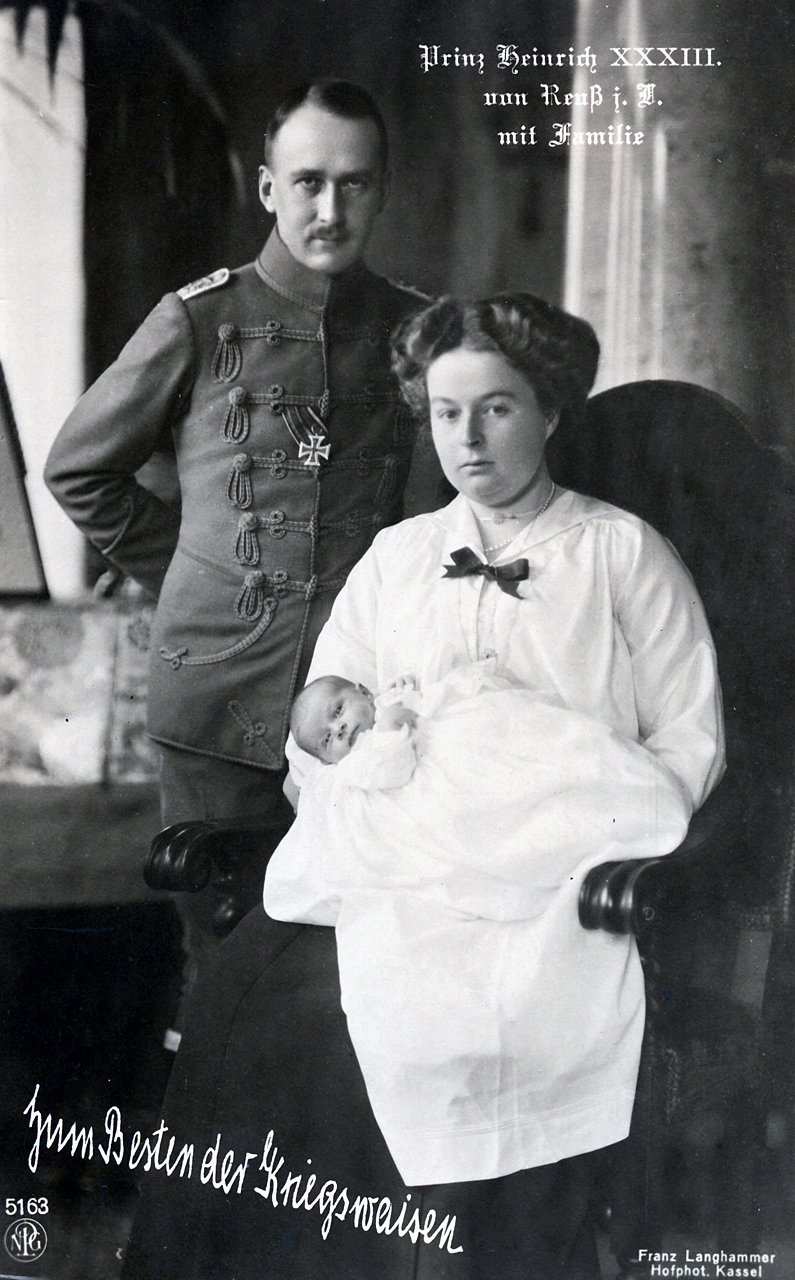

За принцесою почав упадати принц Ройсс цу Кьостриць Генріх XXXIII. До народження у 1909 року принцеси Юліани він виступав одним із основних претендентів на престол Нідерландів, у випадку бездітності королеви Вільгельміни. Генріх вважався людиною різнобічних талантів: був відомим по роботі із слоновою кісткою, як художник та скульптор.
Батьки Вікторії Маргарити були проти цього шлюбу, сподіваючись на кращу партію для доньки. Однак, кайзер Вільгельм II, в цілому, схвалив шлюб між своєю небогою та принцом Ройсс.
Весілля відбулося 17 травня 1913 у Новому палаці Потсдаму. До вівтаря наречену вів сам кайзер. У подружжя народилося двоє дітей. 14 липня 1922 року подружжя розлучилося. За рік Вікторія Маргарита померла у батьківському домі в Потсдамі, захворівши на іспанку. Похована на родинному цвинтарі замку Ґлініке.
За кілька років Генріх одружився із старшою за себе Аллен Тью, донькою американського банкіра, для якої став вже четвертим чоловіком. У 1935 — вони також розлучилися. Пішов з життя він у віці 63 років.

## Родина
Чоловік — Генріх XXXIII, князь Ройсс-Кестрицький
Діти:
- Марія Луїза (1915—1985) — одружена із Еріхом Тайсеном, згодом — з Олександром Боді, мала єдину доньку від першого шлюбу;
- Генріх (1916—1993) — князь Ройсс-Кестрицький, одружений не був, нащадків не залишив.